# Anomologa demenss
Anomologa demenss är en fjärilsart som beskrevs av Edward Meyrick 1926. Anomologa demenss ingår i släktet Anomologa och familjen stävmalar. Inga underarter finns listade i Catalogue of Life.